# Người Việt
Người Việt hay người Kinh là một dân tộc hình thành tại khu vực địa lý mà ngày nay là miền Bắc Việt Nam và miền nam Trung Quốc. Đây là dân tộc chính, chiếm khoảng 86,2% dân số Việt Nam và được gọi chính thức là dân tộc Kinh để phân biệt với những dân tộc thiểu số tại Việt Nam. Ngôn ngữ chính của người Việt là tiếng Việt, một ngôn ngữ thuộc ngữ chi Việt của ngữ hệ Nam Á. Người Việt sinh sống trên khắp đất nước Việt Nam và một số nước khác. Cộng đồng người Việt hải ngoại đông nhất định cư ở Hoa Kỳ.

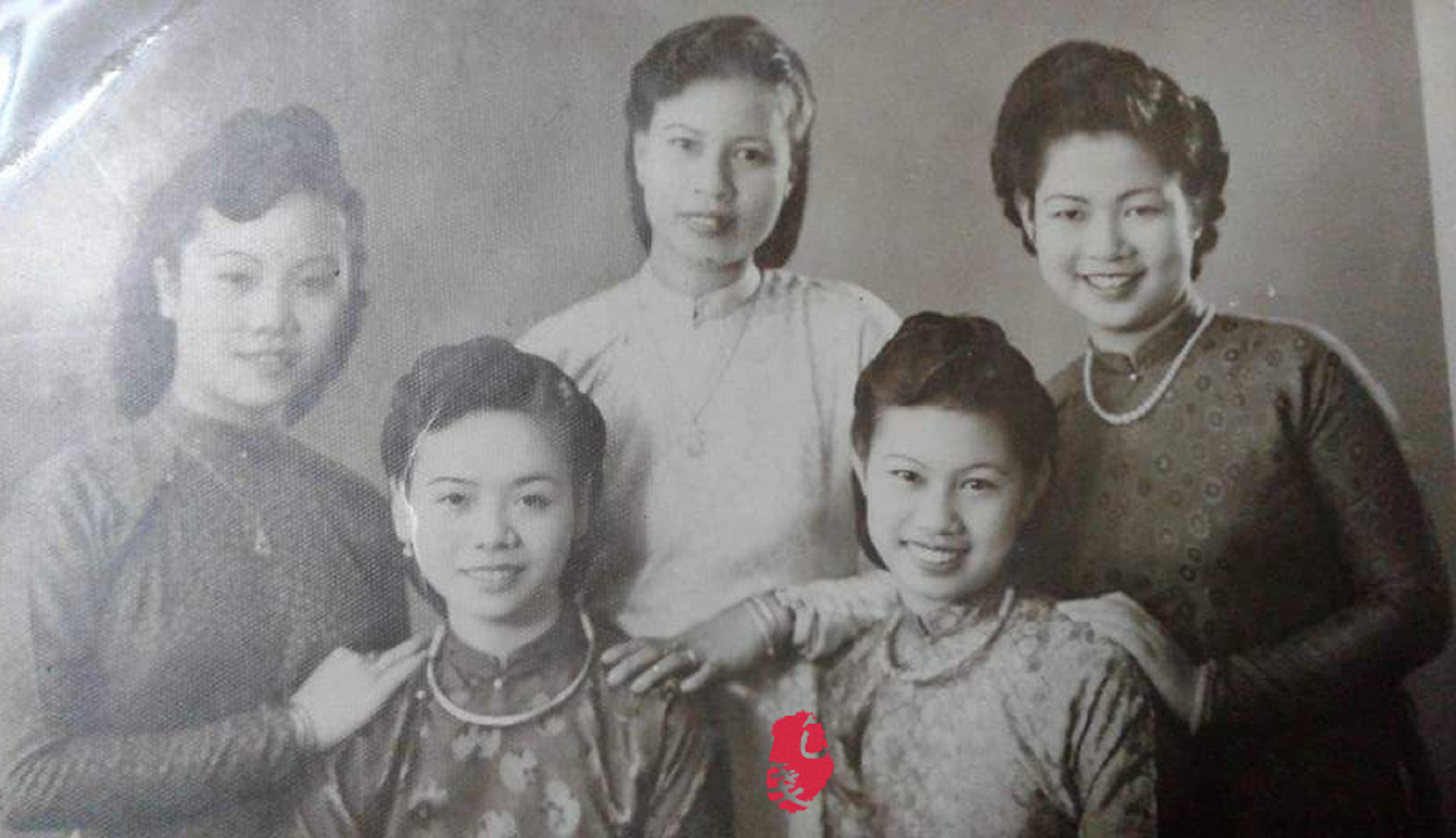
Một nhóm phụ nữ trong một gia đình người Việt những năm 1950

### Trang phục

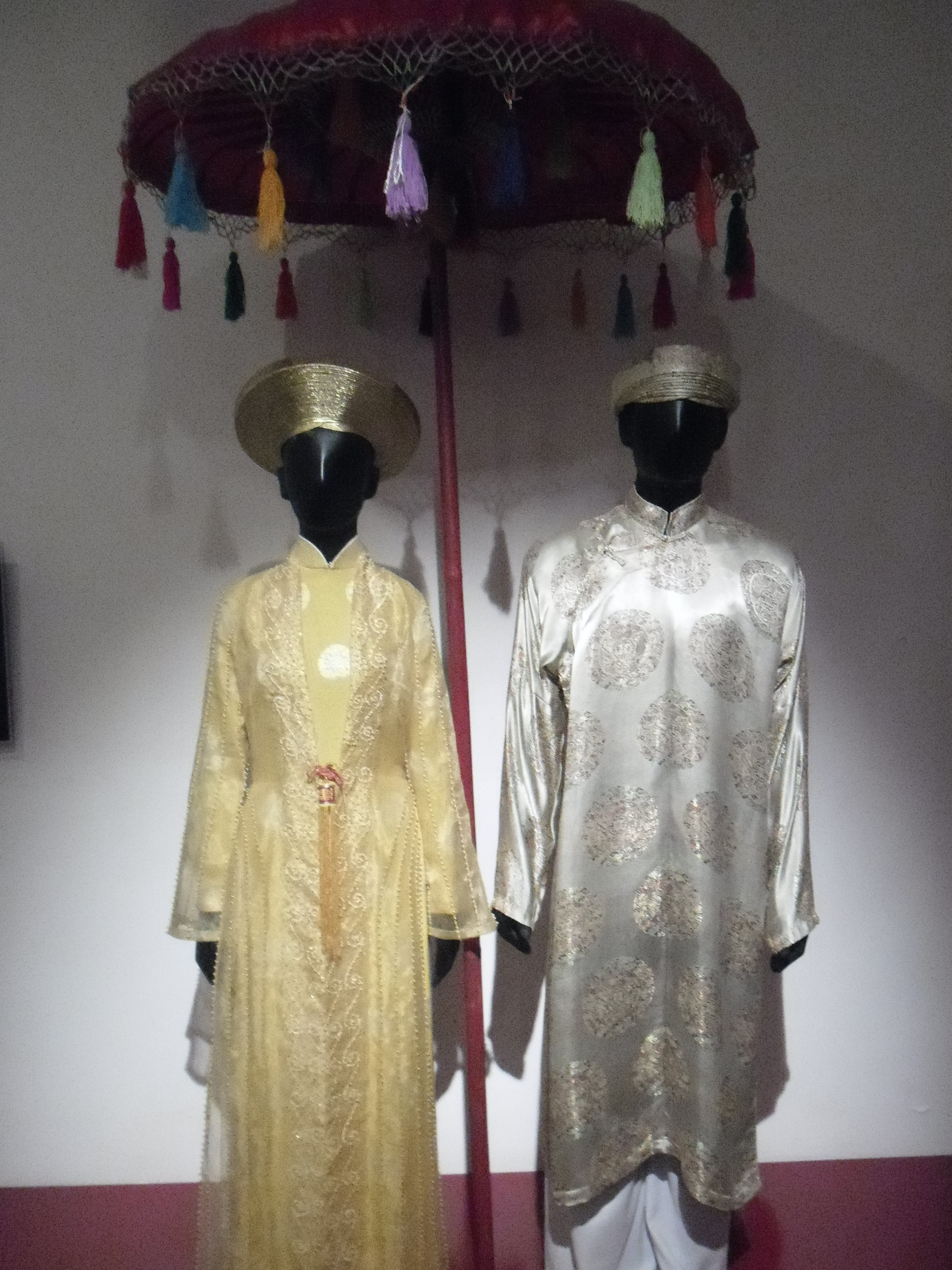
Trang phục truyền thống trong đám cưới của người Việt ngày xưa

## Đánh giá

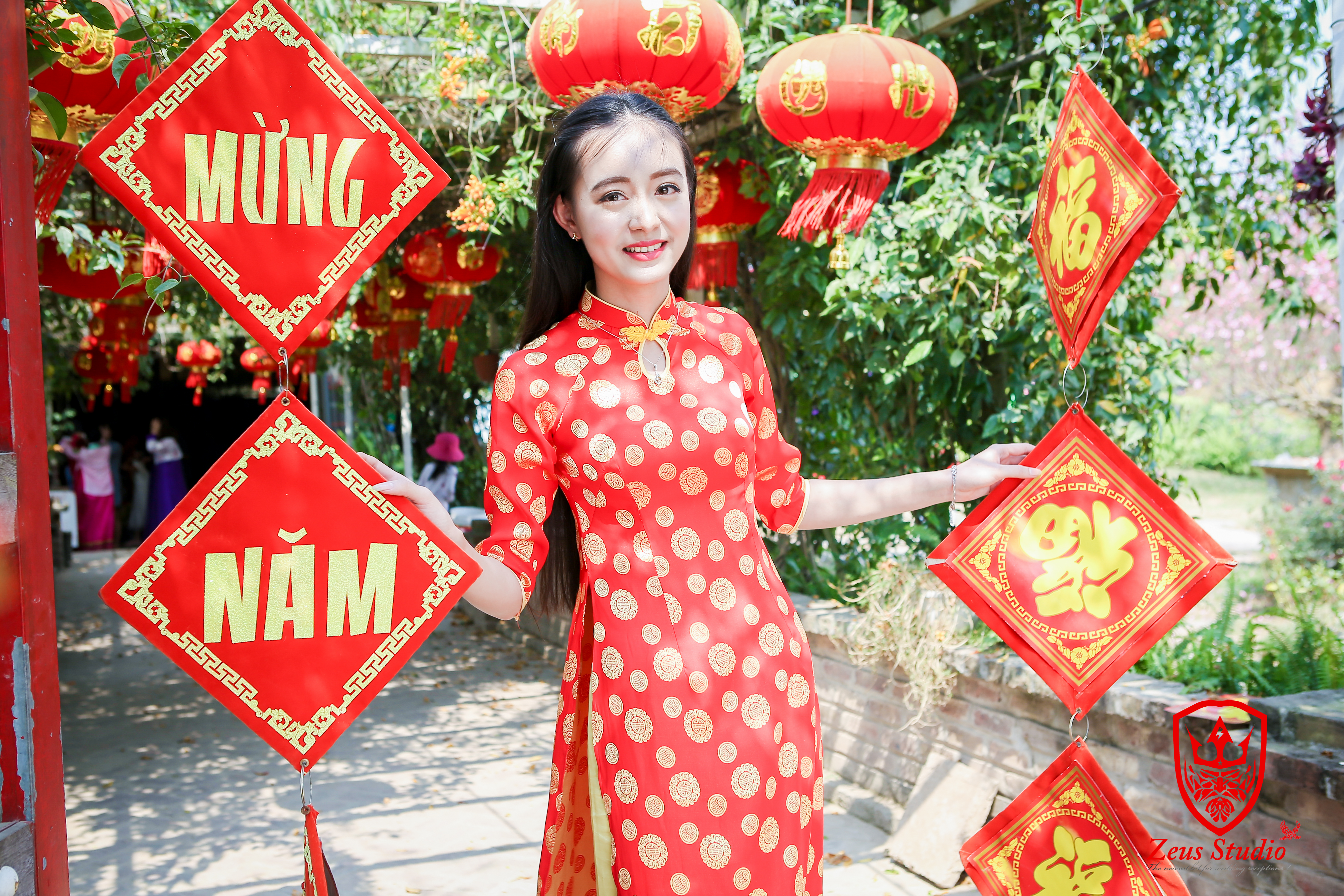
Một cô gái người Việt với trang phục áo dài